# Chlorops signatus
Chlorops signatus är en tvåvingeart som beskrevs av Dely-draskovits 1978. Chlorops signatus ingår i släktet Chlorops och familjen fritflugor. Inga underarter finns listade i Catalogue of Life.